# Rolf Szymanski

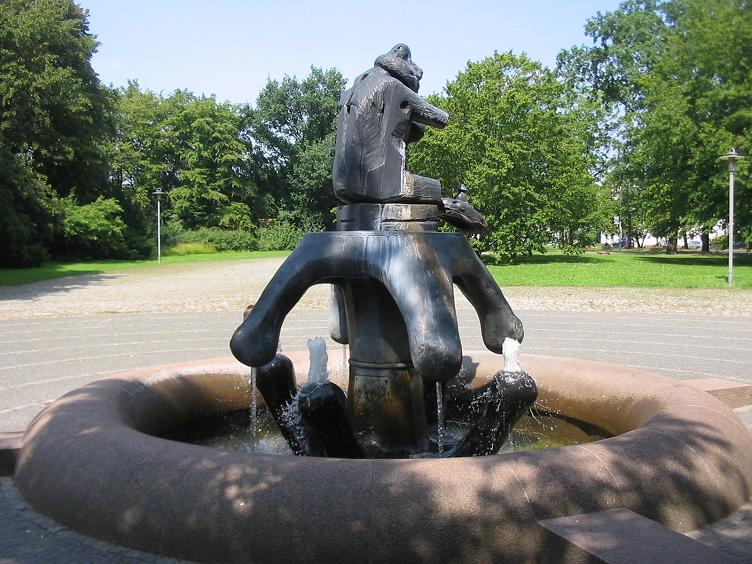
fontein Fette Henne in Berlijn

Rolf Szymanski (Leipzig, 22 oktober 1928 – Berlijn, 2 december 2013) was een Duitse beeldhouwer en hoogleraar.

## Leven en werk
Szymanski ontving zijn opleiding van 1945 tot 1950 bij Alfred Thiele aan de Kunstgewerbeschule Leipzig en vanaf 1955 in Berlijn aan de Hochschule für Bildende Künste bij de beeldhouwers Bernhard Heiliger, Richard Scheibe en Paul Dierkes. In 1962 kreeg hij een beurs voor een verblijf van negen maanden in Villa Massimo in Rome. In 1964 werd hij uitgenodigd voor documenta III in Kassel. Hij kreeg in hetzelfde jaar de Villa-Romana-Preis, een beurs voor een verblijf van negen maanden in Florence. In 1968 won Szymanski een beurs voor een verblijf van een jaar in de Cité Internationale des Arts in Parijs.
In 1970 werd hij lid van de Akademie der Künste in Berlijn, waarvan hij van 1974 tot 1983, vervolgens vanaf 1986, directeur was van de afdeling beeldende kunst. Van 1983 tot 1986 was, hij onder Günter Grass, de vicevoorzitter.
Hij stelde met HAP Grieshaber in 1977 de Jerg-Ratgeb-Preis in, die in 1996 aan de Nederlandse kunstenaar Armando werd uitgereikt. Van 1986 tot 1996 was Szymanski hoogleraar aan de Hochschule der Künste Berlin. In 1990 vertegenwoordigde hij Duitsland bij de Biënnale van Venetië. In 1999 werd Szymanski lid van de Bayerische Akademie der Schönen Künste.
Talrijke exposities kreeg Szymanski sinds 1961 in vele steden in Duitsland en veel van zijn werken bevinden zich in Duitsland in de openbare ruimte. De kunstenaar leefde, werkte en stierf in Berlijn.

## Werken (selectie)
- Collectie Berlinische Galerie:
  - Black Sun Press (1969-1973)
  - Wasserträgerin (1981)
  - Flucht aus der Zeit (1992-2004)
- Schwarze Säule (1961), in Berlijn-Charlottenburg
- Die Frauen von Messina (1969-1971), Skulpturengarten AVK in Berlijn
- Anabase (1983), Max-Delbrück-Centrum in Berlijn-Buch
- Fette Henne (1984), een sculptuur/fontein in de Britzer Garten in Berlijn-Neukölln
- Die öffentliche Rose, in Osnabrück
- Dresdner Frauen, Figur I (1995/6), Max-Delbrück-Centrum in Berlijn-Buch

## Fotogalerij

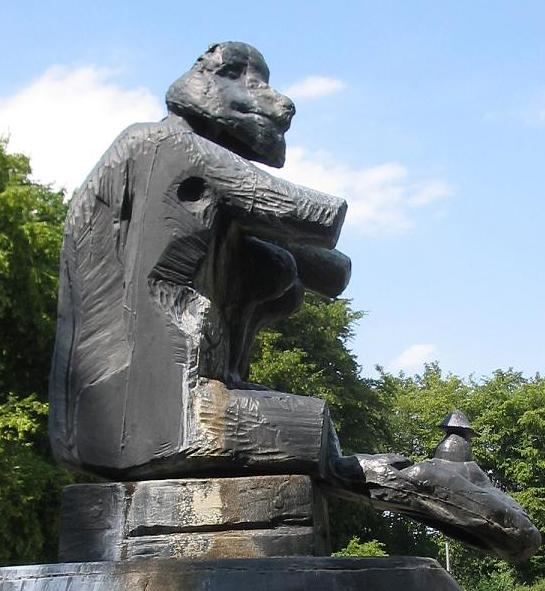
Fette Henne, Britzer Garten in Berlijn
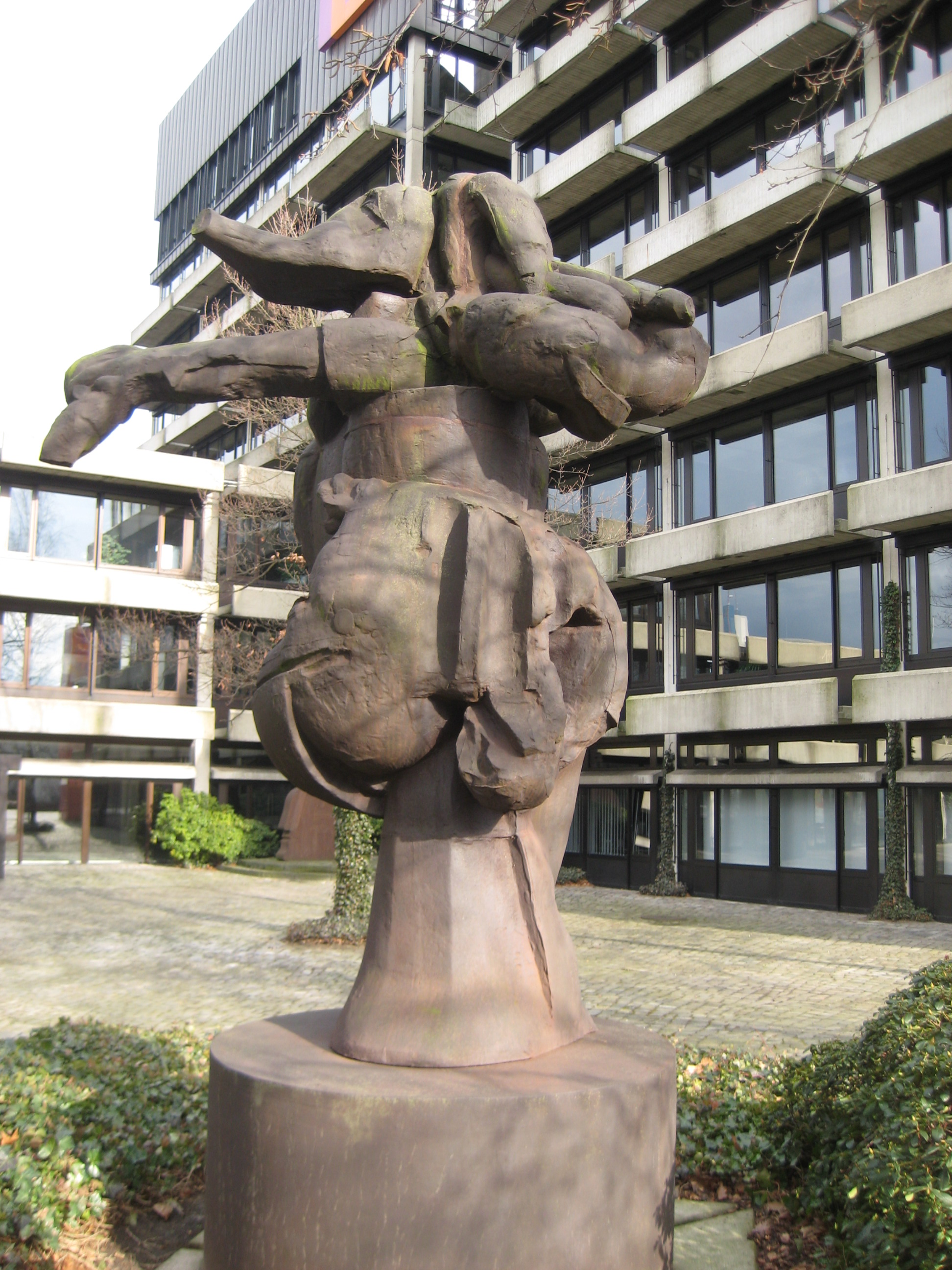
Die öffentliche Rose in Osnabrück
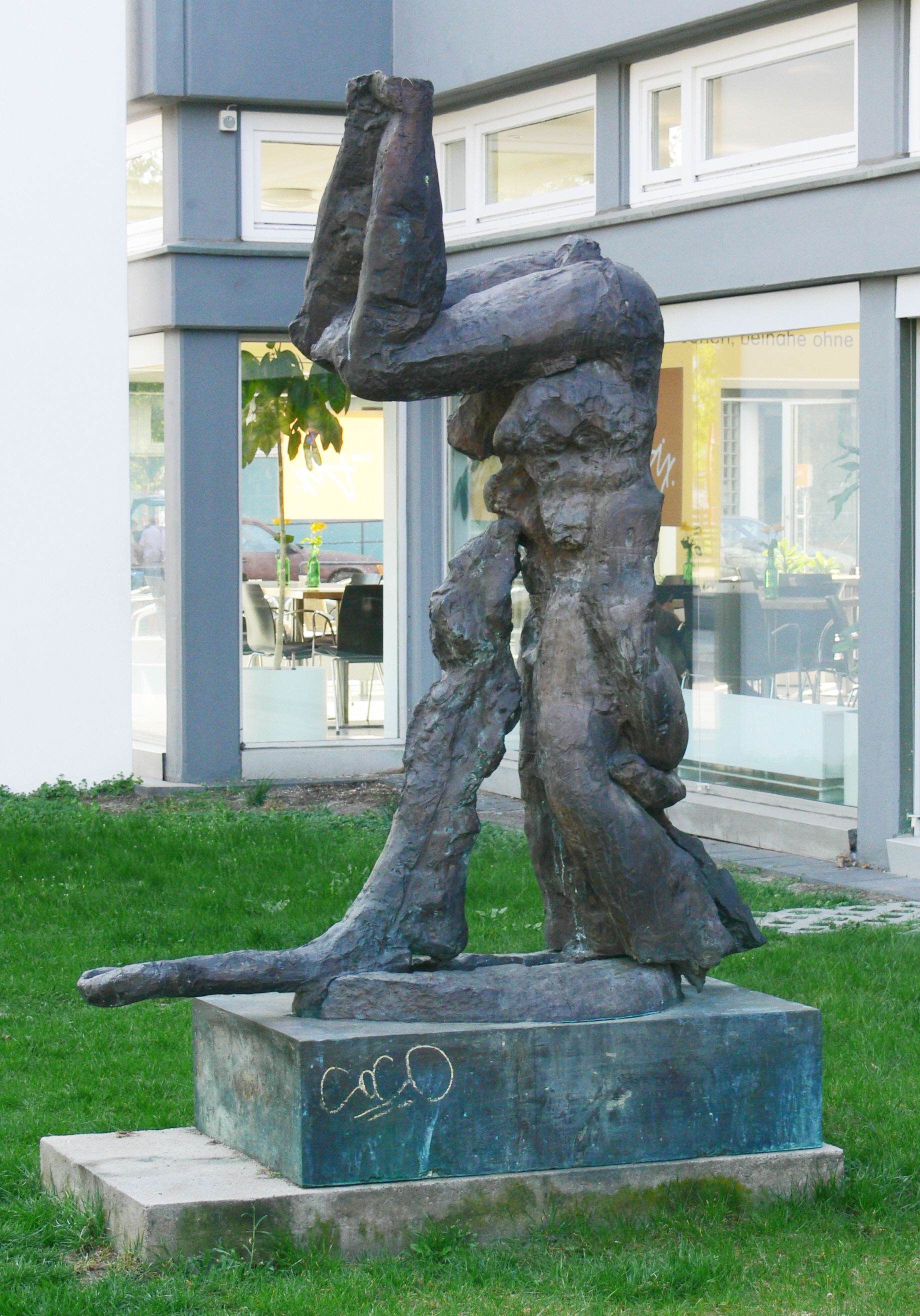
Flucht aus der Zeit in Berlijn
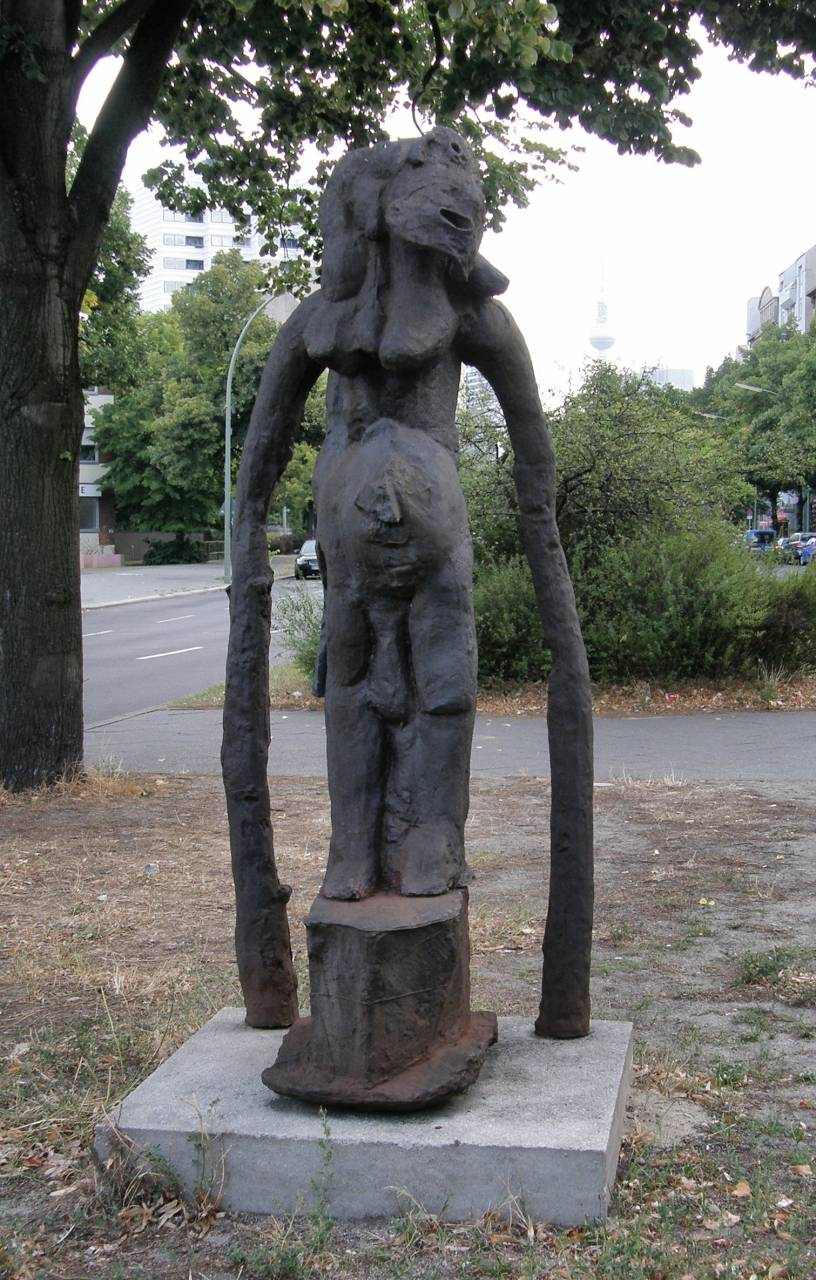
Wasserträgerin in Berlijn
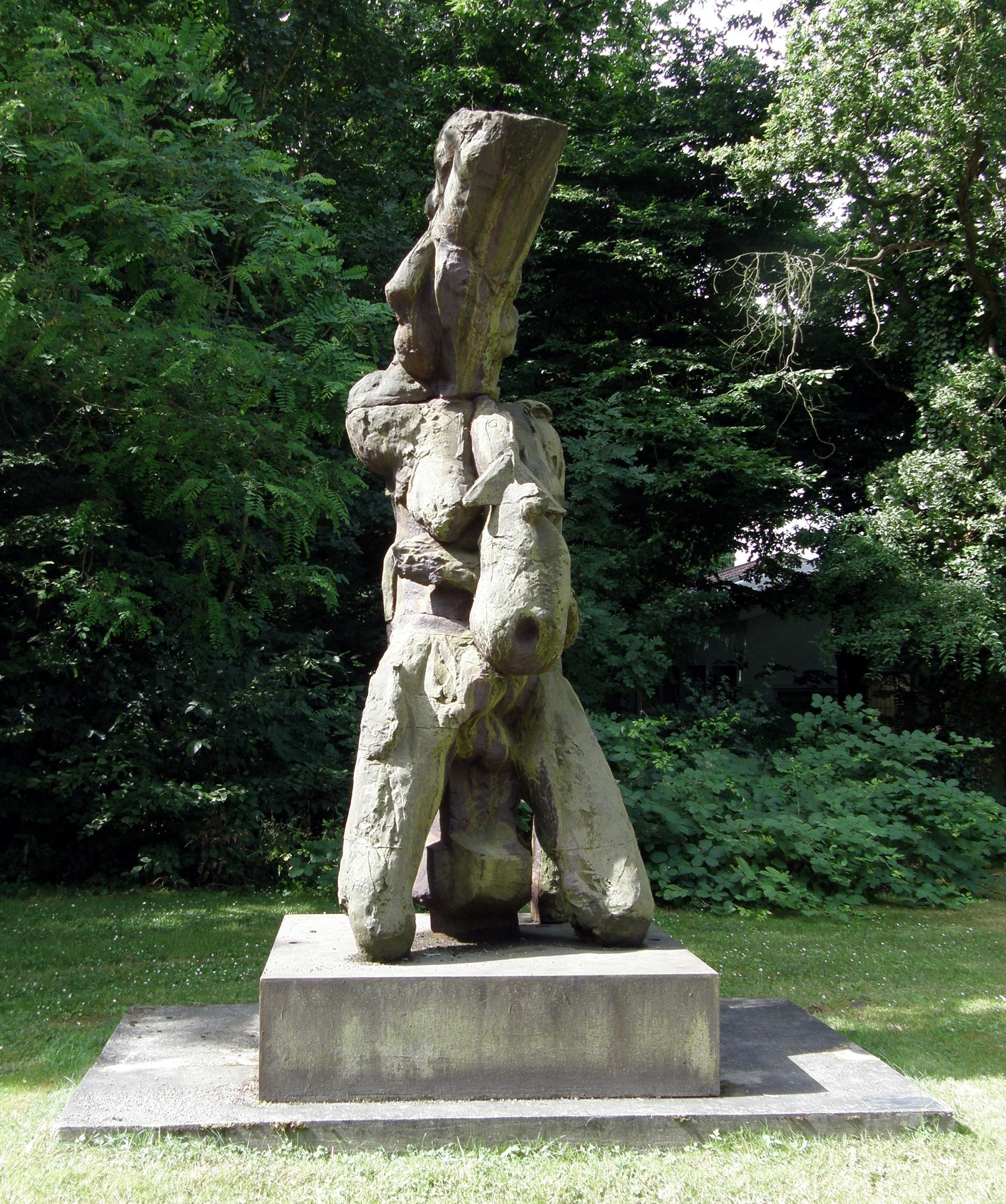
Anabase (1983) in Berlijn